# Fall Weiss

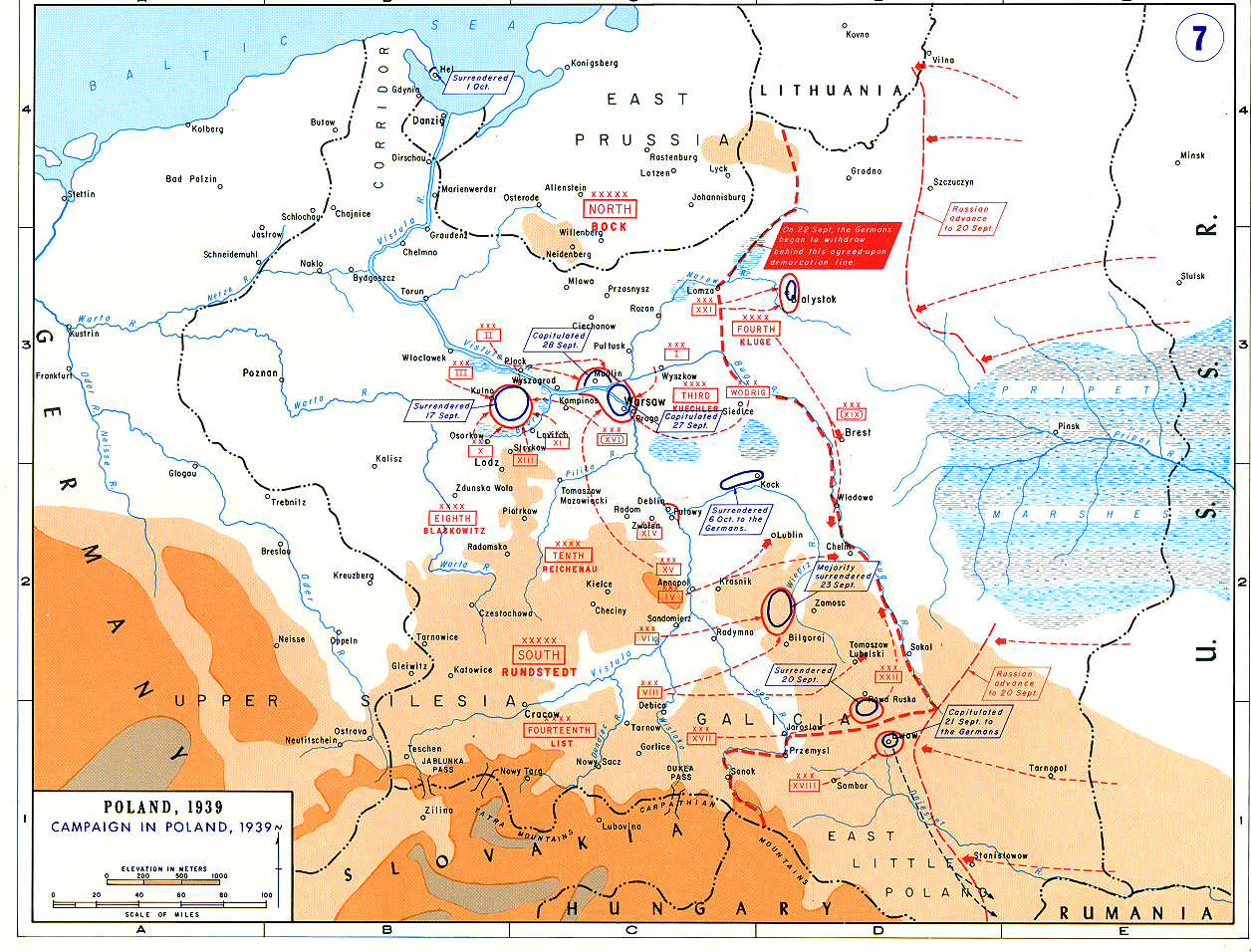
Polen in de periode na 14 september 1939

Fall Weiss (Duits: Fall Weiß) was een Duits militair strategisch plan om Polen binnen te vallen en te veroveren. De operatie werd op 1 september 1939 uitgevoerd en wordt over het algemeen beschouwd als het begin van de Tweede Wereldoorlog.

## Details
Duitse eenheden zouden Polen binnenvallen uit drie richtingen:
- De belangrijkste aanval was vanuit Duitsland via het vasteland van de West-Poolse grens.
- De tweede route kwam vanuit het noorden, vanaf de exclave van Oost-Pruisen.
- De derde aanval kwam door Duitse en Slowaakse eenheden van het grondgebied van de Eerste Slowaakse Republiek.

Alle aanvallen gingen direct naar Warschau, terwijl het belangrijkste Poolse leger moest worden omsingeld en vernietigd ten westen van de Weichsel.